# Prehistoric Ice Man
"Prehistoric Ice Man" é o décimo oitavo episódio da segunda temporada da série de desenho animado estadunidense South Park, e o de número 31 da série em geral. Escrito por Trey Parker e Nancy M. Pimental, o episódio foi dirigido por Eric Stough e transmitido originalmente em 20 de janeiro de 1999 através do canal de televisão Comedy Central. No episódio, os meninos encontram um homem congelado há 32 meses e, então, o FBI juntamente com Steve Irwin tentam capturá-lo.

## Produção
Australian Outback Guy é uma paródia da série de televisão The Crocodile Hunter apresentado por Steve Irwin.

## Enredo
Stan, Cartman e Kenny são inspirados à caçar crocodilos após assistir o programa de televisão de Steve Irwin. Enquanto caçava, Kyle cai em uma caverna e encontra um homem congelado. Os meninos o retira da caverna e levam-no ao Dr. Mephesto. Após isso, Stan e Kyle começam uma briga sobre quem realmente descobriu o homem congelado. Mephisto descongela o homem e descobre que ele esteve congelado por apenas 32 meses. Apesar disso, Mephisto e todos os adultos tratam-no como um homem pré-histórico e parecem não ser capazes de compreendê-lo. Para tornar sua pesquisa mais lucrativa, Mephisto é persuadido pelos agentes do FBI a exibir o homem ao público.
Stan e Kyle ficam chateados com o tratamento desumano que o homem congelado vem recebendo, então eles decidem libertá-lo. Após isso, o homem, chamado Larry, retorna à sua casa e descobre que sua esposa se casou novamente. Mais tarde, enquanto ele tenta se descongelar, Kyle vem com uma solução para Larry, que consiste em levá-lo para Des Moines, Iowa. Dr. Mephisto, Cartman e o FBI, que contrataram Steve Irwin como rastreador, alcançam Larry na estação de trem quando ele embarca para Iowa. Irwin luta contra Larry até o trem colidir com um helicóptero, matando Irwin. Larry escapa no helicóptero, agradecendo Stan e Kyle..

## Lançamento caseiro
Todos os 18 episódios da segunda temporada, incluindo "Prehistoric Ice Man", foram lançados em um box set de DVD em 3 de junho de 2003.